# 長崎外環状線
長崎外環状線（ながさきそとかんじょうせん）は、長崎県長崎市にある長崎自動車道長崎ICと、川平有料道路、長崎バイパス、日見バイパス、長崎南環状線などを結ぶ地域高規格道路計画路線。

## 概要
長崎南環状線新戸町インターチェンジから長崎市江川町の江川インターチェンジまでの区間が平成28年に新規事業化された。
この区間は長崎市南部地区への幹線道路が国道499号のみであり、通勤ラッシュ時間帯を中心に恒常的に激しい渋滞が発生していること、他に代替輸送路が無いことから早期着工が望まれていた。新戸町インターチェンジの形状を変更し、新戸町ジャンクションを設け江川インターチェンジまで暫定2車線での整備となる。

## インターチェンジなど
- 時津インターチェンジ
- 川平インターチェンジ
- 西山インターチェンジ (長崎県)
- 本河内インターチェンジ
- 長崎インターチェンジ
- 田上インターチェンジ (長崎県)

### 事業中区間のみ
長崎南環状線（新戸町～江川町工区）
- 長崎南環状線新戸町インターチェンジ
- 新戸町ジャンクション
- （仮）江川トンネル（2,137m）
- 江川インターチェンジ